# Ústí (Zlín)
Ústí (in tedesco Austen) è un comune della Repubblica Ceca facente parte del distretto di Vsetín, nella regione di Zlín.